# Противообледенительная жидкость
Противообледенительная жидкость (ПОЖ) — жидкость для наземной противообледенительной обработки воздушных судов (ВС) перед полётом. Представляет собой раствор гликоля (моноэтиленгликоль, диэтиленгликоль или пропиленгликоль) в воде с различными добавками для улучшения эксплуатационных свойств (загустители, красители и пр.). Из-за наличия гликоля имеет температуру замерзания значительно ниже, чем у воды (до −60 °C по ГОСТ 18995.5-73, до −40 °C по ASTM 1177-94). Применяется для растапливания замёрзших осадков (в нагретом до +60..+70 °C виде) и для защиты от накопления выпадающих осадков на поверхностях ВС (в холодном виде).
В зависимости от присутствия или отсутствия загустителя, его концентрации и химической природы, ПОЖ делятся на I, II, III и IV тип. Жидкости I (первого) типа предназначены для применения в нагретом виде в основном для удаления снежно-ледяных отложений с поверхностей ВС и кратковременной защиты ВС. Для долговременной защиты используются жидкости II, III и IV типа. Из-за присутствия в их составе загустителя, они имеют бо́льшую вязкость и образуют на поверхности плёнку, принимающую на себя осадки и препятствующую их примерзанию к поверхности ВС. ПОЖ этих типов при применении для предотвращения наземного обледенения применяются холодными, то есть имеющими температуру окружающей среды.
ПОЖ должны соответствовать международным стандартам SAE AMS 1424 и ISO 11075:2007 (для жидкостей типа I), SAE AMS 1428 и ISO 11078:2007 (для жидкостей типа II, III, IV). Тестирование всех производимых в мире жидкостей на соответствие этим стандартам проводится в лаборатории AMIL (Канада), она же публикует списки ПОЖ всех типов, соответствующих этим стандартам. Этими списками пользуются для составления ежегодников разрешённых жидкостей авиационные власти всех стран мира. Наиболее авторитетные ежегодники Holdover Time (HOT) выпускают Transport Canada и Federal Aviation Administration (FAA USA). Все применяемые в России ПОЖ дополнительно проходят проверку на соответствие ГОСТ Р 54264-2010 (проверяющий орган — ГосНИИ ГА), ежегодник разрешённых ПОЖ выпускает Федеральное Агентство воздушного транспорта (Росавиация).
Противообледенительные жидкости выпускаются под торговыми марками Kilfrost, Safewing, Арктика ДГ, Octaflo, Дефрост и др.
Наземная обработка внешних поверхностей воздушного судна противообледенительной жидкостью является неотъемлемой частью выполнения концепции «чистого» самолёта, согласно которой запрещается начинать полет, если иней, мокрый снег или лёд находятся на поверхностях крыльев, фюзеляжа, органов управления, оперения, воздушных винтов, лобового стекла, силовой установки или на приемниках воздушного давления барометрических приборов воздушного судна. Отказ от противообледенительной обработки при наличии снежно-ледяных отложений на внешних поверхностях ВС является грубейшим нарушением российских и международных авиационных правил и может закончиться катастрофой с человеческими жертвами, как в случае с крушением ATR 72 под Тюменью 2 апреля 2012 года.
Все военные самолёты производства СССР и РФ не требуют применения ПОЖ, и в штатном расписании службы аэродромного обеспечения просто не предусмотрено спецмашин для обработки ПОЖ. Подготовка ЛА к полёту целиком и полностью возложена на наземный экипаж, в том числе очистка от снега и льда механическим способом.